# Балта (судно)
«Балта» (М 361, до 15.11.2021 А 811, U-811, до 01.11.1997 СР-568) — український корабль мінний загороджувач пр. 130 (або «Bereza», англ. РО-2 class за класифікацією НАТО), яке перебуває у складі Військово-Морських Сил України. У ВМФ СРСР мало назву СР-568.

## Особливості проекту
Кораблі розмагнічування призначені для здійснення спеціальних заходів з метою зменшення власних магнітних полів бойових кораблів та суден, що є на озброєнні військового флоту. Спеціальні судна пр.523 і пр.219 (СБР — станції безобмоткового розмагнічування) вже в 60-х роках ХХ століття не задовольняли збільшені потреби флоту. Розроблений пізніше пр.1779 і його модифікації більше задовольняли вимоги часу.

## Історія корабля

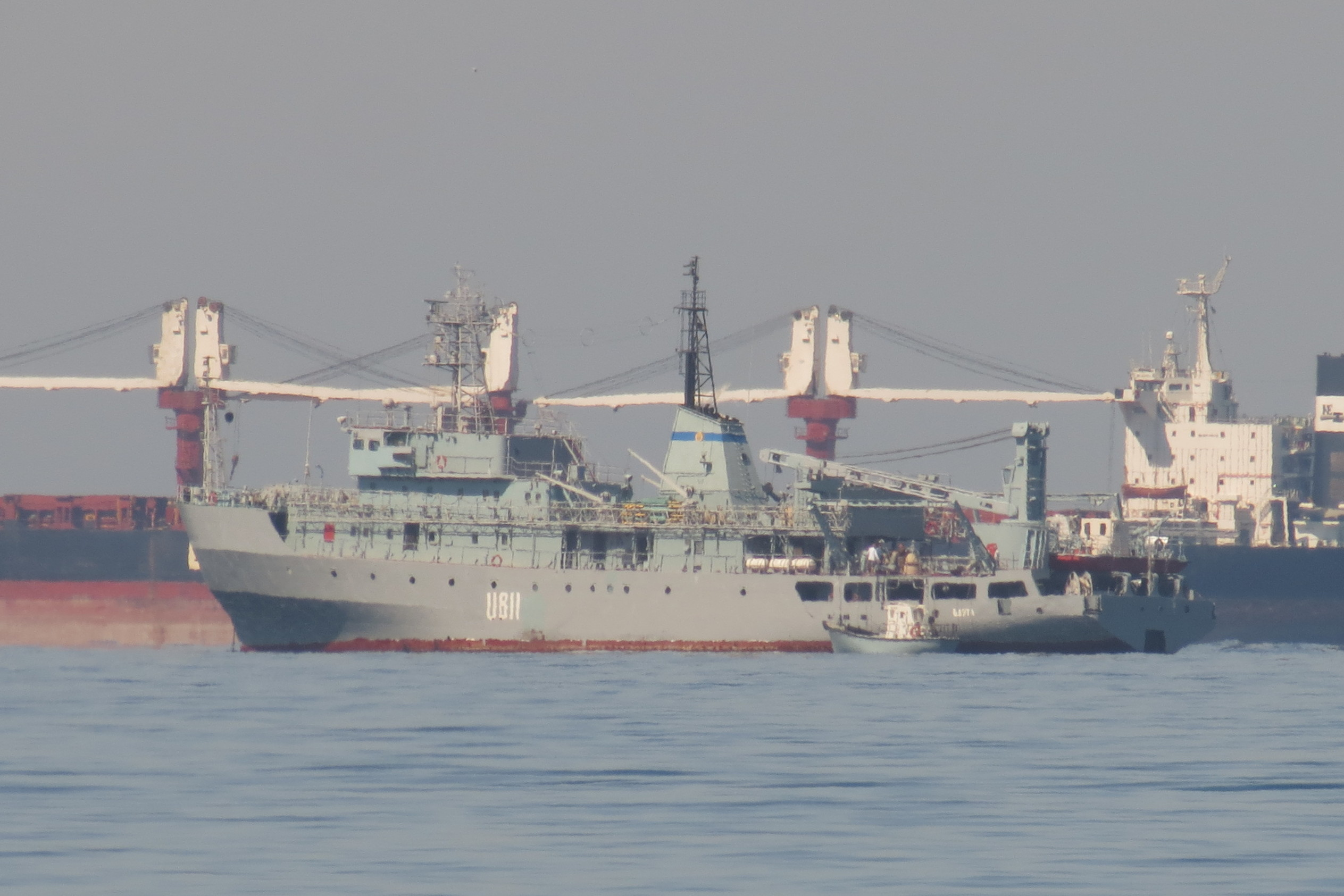
«Балта» у Севастополі, 2012.

Корабель «Балта» був збудований у Польщі на замовлення СРСР. Це відбулося через велике завантаження суднобудівних підприємств СРСР на початку 80-х років ХХ сторіччя і виводом ранніх проєктів, у ВМФ була гостра нестача суден такого типу. В результаті було прийнято рішення про будівництво суден розмагнічування на верфях Польської Народної Республіки. Проект нового типу судна з номером 130 був виконаний на Північній верфі в Гданську за тактико-технічним завданням Чорноморського флоту в 1982 році.  Основним призначенням суден цього проєкту є електромагнітна обробка кораблів і вимір їх магнітного і електричного полів. Головне судно пр.130 було побудоване на Північній верфі в Гданську в 1984 році. Всього за даним проектом було побудовано 18 суден. За класифікацією NATO — «Bereza».
Судно розмагнічування «СР-568» було закладене на Північній верфі в Гданську в 1987 році, заводський № 9/130. Спущене на воду 10.04.1987 р., введене до ладу 26.11.1987 р. Входило до складу 230-го дивізіону МРСО Чорноморського флоту, з базуванням у Севастополі. 01.07.1997 року корабель розмагнічування «СР-568» при розподілі Чорноморського флоту було передане Військово-Морським Силам України, де отримало назву «Балта» (бортовий номер — U811) на честь українського міста Балта.
Під час Російської інтервенції в Україну 2014 захоплене росіянами.
15 квітня 2014 р. повернуте росіянами і судно перебазовано до м. Одеса.

### Ремонт 2020 року
25 серпня 2020 року було укладено договір вартістю 13,04 млн грн на ремонт судна розмагнічування ВМС України «Балта» (U811) на корабельні компанії «Нібулон».
Роботи передбачали підйомом корабля в доці, очищення, дефектування, заміна зовнішньої обшивки корпусу, фарбування. Пройшли ремонт донно-забірна апаратура, підрулюючий пристрій, валолінії, пневматичні та гідравлічні системи, цистерни для палива та прісної води, пожежний насос та ряд інших систем. Окрім того на судні «Балта» в ході докування було повністю замінено протекторний захист. 6 листопада після проведення докового ремонту «Балта» вийшла на випробування, які відбувалися в акваторії Бузького лиману неподалік Миколаєва.
18 листопада корабель вийшов з акваторії заводу «Нібулон» у Миколаєві до пункту базування.
Це був перший ремонт за попередні 30 років.

### Аварія поблизу острова Зміїний

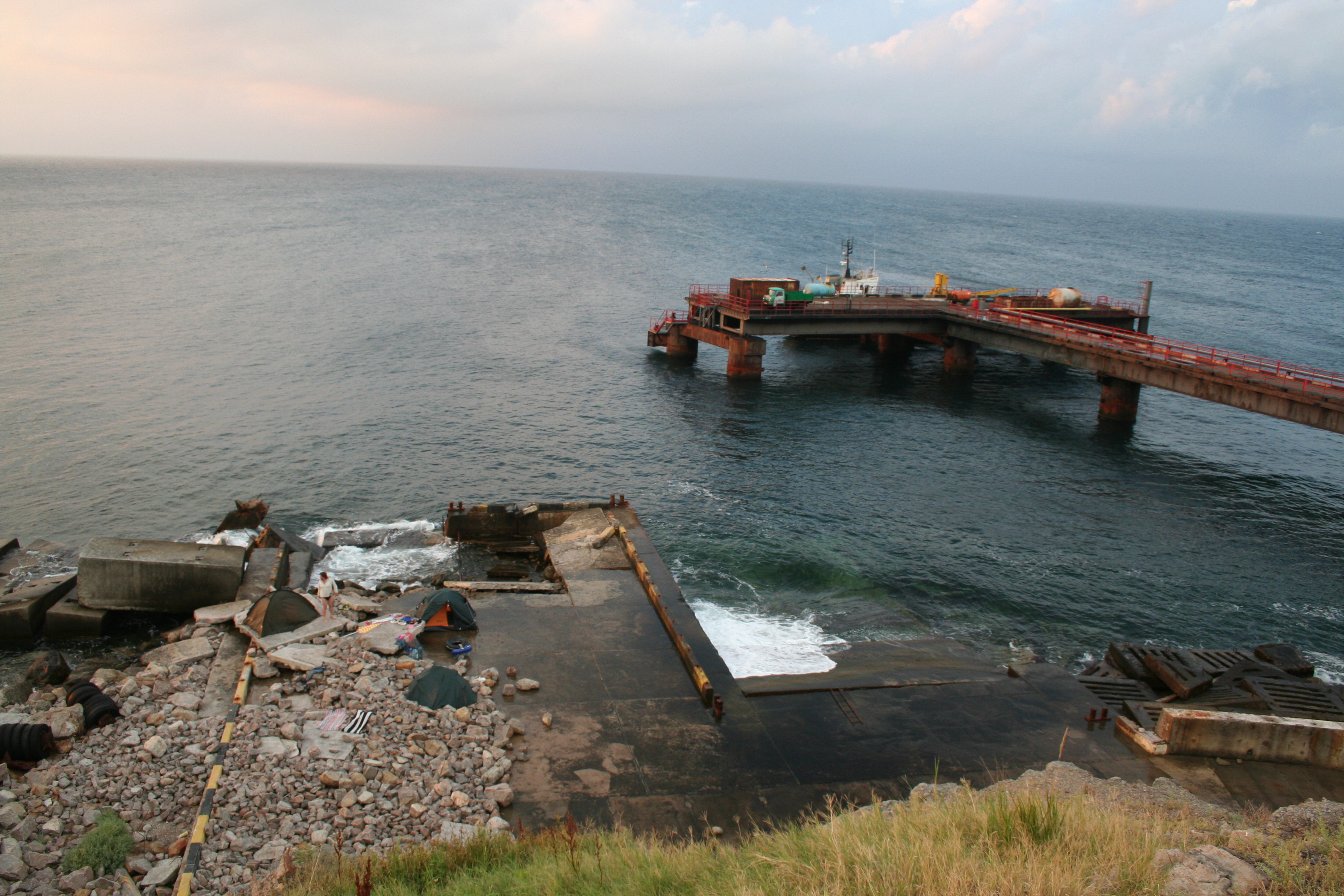
Причал на острові Зміїний, 2014 рік

13 жовтня 2021 року судно зазнало аварії при швартуванні на причалі острова Зміїний, напоровшись на невідомий об'єкт. "Балта" отримала пошкодження поблизу корми з правого борту, на судні були затоплені декілька відсіків, корабель втратив хід. Завдяки злагодженій роботі екіпажу загрози морякам та втрати судна не було, судно поставили на якір. Рятувальні роботи ускладнювалися штормом. До операції з порятунку були залучені патрульні катери «Слов'янськ» (P190) та «Старобільськ» (P191), які взяли на борт аварійно-рятувальний загін та рятувальне майно, ввечері до виходу готували розвідувальний корабель «Сімферополь», також відправлені пошуково-рятувальний буксир «Сапфір», пошуково-рятувальні катери КП «Морської пошуково-рятувальної служби». Загалом до операції залучили вісім кораблів і катерів та чотири повітряні судна.
Пошуково-рятувальні катери Морської пошуково-рятувальної служби першими прибули в район події, встановили зв’язок з аварійним судном та надали оперативну інформацію координаційному центру для планування подальших дій.
Проведення заходів з евакуації та проведення рятувальних дій було ускладнене погодними умовами. Пошуково-рятувальні катери здійснювали пошуково-рятувальне забезпечення події у готовності до негайного реагування у разі несприятливого розвитку ситуації.
14 жовтня 2021 року з 01:30 по 02:10 «ПРК-01» та «ПРК-02» вдалося здійснити евакуацію 39 осіб з аварійного судна «Балта». Евакуйованих доставили район Гирла р. Дунай та передали на катер «Шляховик» ДУ «Держгідрографії» та лоцманський катер «Орлик» Філії «Дельта -Лоцман» ДМ АМПУ, які доставили людей на берег. Додатково на борт висадили аварійно-рятувальний загін ВМС ЗС України, який забезпечує проведення заходів з боротьби за живучість.
О 03.33 рятувальним судном «Сапфір» розпочато буксирування корабля до пункту базування Одеса у супроводженні кораблів і катерів Військово-Морських Сил ЗС України та казенного підприємства «Морська пошуково-рятувальна служба». Того ж дня, корабель прибув до Одеси та був пришвартований у Практичній гавані одеського порту.
Командування ВМС України поширило заяву, в якій повідомило, що повне затоплення відсіків пошкодженого корабля не допущено завдяки фаховій підготовці екіпажу а також завдяки нещодавньому ремонту. Також у командуванні відмітили й професійні дії морської авіації, що здійснювала транспортування аварійно-рятувального майна та евакуацію особового складу.
Повідомляється, що судно буде відновлено в короткі терміни, після чого він продовжить виконувати завдання за призначенням у складі ВМС ЗС України.
Державне бюро розслідувань відкрило кримінальне провадження за частиною 3 ст. 425 КК України (Недбале ставлення до військової служби вчинене в умовах особливого періоду).

### Зміна призначення
За основною спеціальністю — розмагнічування суден та кораблів — «Балта» не працювала останні років 10 або й більше. Відповідне обладнення та кабелі давно не в строю. Тому у складі ВМСУ на судно покладалися завдання висвітлення морської обстановки, розвідки, логістичного забезпечення групування ВМСУ на острові Зміїний, участь у міжнародних навчаннях та демонстрація прапору ВМСУ у визначених районах Чорного моря.
15.11.2021 року на судні був змінений бортовий номер на М 361. Щоб відремонтувати "Балту" після кораблетрощі та втілити план по переоснащенню в мінний загороджувач, знадобилось близько 4 місяців. 

### Російське вторгнення
Для захисту Чорноморського узбережжя "Балта" вийшла в похід 21 лютого 2022 року. "Балта" отримала озброєння – декілька зенітних гармат та кулемети ДШК. Мінний загороджувач "Балта" виконував завдання по обороні морського порту Одеси.